# 在日インド人
在日インド人（ざいにちインドじん）は、日本に一定期間在住するインド国籍の人々である。

## 統計
インド国籍を保持して日本に住んでいる人々は、日本の法務省の在留外国人統計によると、2023年末時点で48,835人である。
在留資格別（6位まで）
| 順位 | 在留資格                 | 人数   |
| ---- | ------------------------ | ------ |
| 1    | 家族滞在                 | 11,370 |
| 2    | 技術・人文知識・国際業務 | 11,234 |
| 3    | 永住者                   | 8,523  |
| 4    | 技能                     | 6,412  |
| 5    | 留学                     | 1,719  |
| 6    | 高度専門職１号ロ         | 971    |

都道府県別（10位まで）
| 順位 | 都道府県 | 人数   |
| ---- | -------- | ------ |
| 1    | 東京都   | 17,876 |
| 2    | 神奈川県 | 7,754  |
| 3    | 千葉県   | 2,327  |
| 4    | 埼玉県   | 1,914  |
| 5    | 茨城県   | 1,827  |
| 6    | 兵庫県   | 1,637  |
| 7    | 大阪県   | 1,637  |
| 8    | 愛知県   | 1,539  |
| 9    | 北海道   | 1,249  |
| 10   | 栃木県   | 1,005  |

## 概要・歴史
インド国籍の住民が最も多い市区町村は東京都江戸川区で、2024年（令和6年）11月1日時点で7446人である。その中心は西葛西地区のインド人コミュニティで、「リトルインディア」とも呼ばれる。その顔役であるジャグモハン・S・チャンドラニ（江戸川インド人会会長・在日インド商工協会理事長）は営団地下鉄東西線が延伸して西葛西駅が開業する前年、1978年（昭和53年）に来日して、紅茶輸入に必要な倉庫を江戸川区の東京湾岸に見つけて、そこから近い西葛西に住むようになった。その後、コンピューターの誤作動が懸念された2000年問題対応のため来日したインド人ITエンジニアらが、東西線延伸で都心オフィス・金融街との往来が便利な西葛西駅周辺に多く住むようになり、インド料理の食材店に日本人常連客が増えたり、ヒンドゥー教の祭礼ディーワーリーを日本人も楽しんだりするようになっている。2024年（令和6年）12月25日には、在日インド商工協会と江戸川区役所、東京商工会議所江戸川支部が包括連携協定を結んだ。
一方、幕末の開港から港湾都市として発展した兵庫県神戸市と神奈川県横浜市には明治時代、英領インド帝国などから渡来したインド人のコミュニティが存在する。1923年（大正12年）の関東大震災で被災したインド人から神戸へ移住したインド人も多く、1935年（昭和10年）には神戸モスクがインド人ムスリムによって建立されるなど、インド人街が形成された。現在、神戸にはモスクの他、ヒンドゥー教やシク教、ジャイナ教といったインド発祥宗教の寺院、インド食材屋、インド料理屋などが立ち並んでいる。神戸や横浜のインド系住民には、祖先の来日から3世、4世となり、日本へ帰化した人も多い。
日本には貿易商らだけでなく、英国からの独立運動に携わって亡命してきたインド人もいる。ラース・ビハーリー・ボース（「中村屋のボース」として知られる）と、第二次世界大戦中に欧州から拠点を移したスバス・チャンドラ・ボースが有名であり、第二次世界大戦で英国と戦った日本は、彼らや南方作戦で捕虜にした英印軍兵士などを擁してインド国民軍と自由インド仮政府を東南アジアで組織させた。
2020年代においては、北海道日高地方の馬産地で働くために来日するインド人が増えている。浦河町では家族連れも増えており、人口の3%を記録するなど全国的にも高い割合となっている。
江戸川インド人協会会長のジャグモハン・チャンドラニ氏は、将来的に日本に住むインド人を増やしたいと考えており、西葛西を将来のあらゆる地域のモデルケースと捉えています。彼は、日本の未来は国際的なものだと述べています。
亀田製菓の会長兼CEOであるレク・ジュネジャ氏は、日本への移民の増加を提唱しています。彼は日本人の考え方や文化を批判し、従業員が日本語を話したり書いたりするだけでは十分ではないと考えています。
日本で公職に選出された初のインド系政治家、ヨゲンドラ・「ヨギ」・プラニック氏は、増加する外国人に適応するために日本人は変わらなければならないと語る。
インドでは多くの人々がトイレのような基本的な衛生設備を利用できないことから、日本はインドにおけるこの問題についての理解を深めるために貢献しており、国際協力機構（JICA）を通じてトイレや知識の提供も行っています。

## 学校

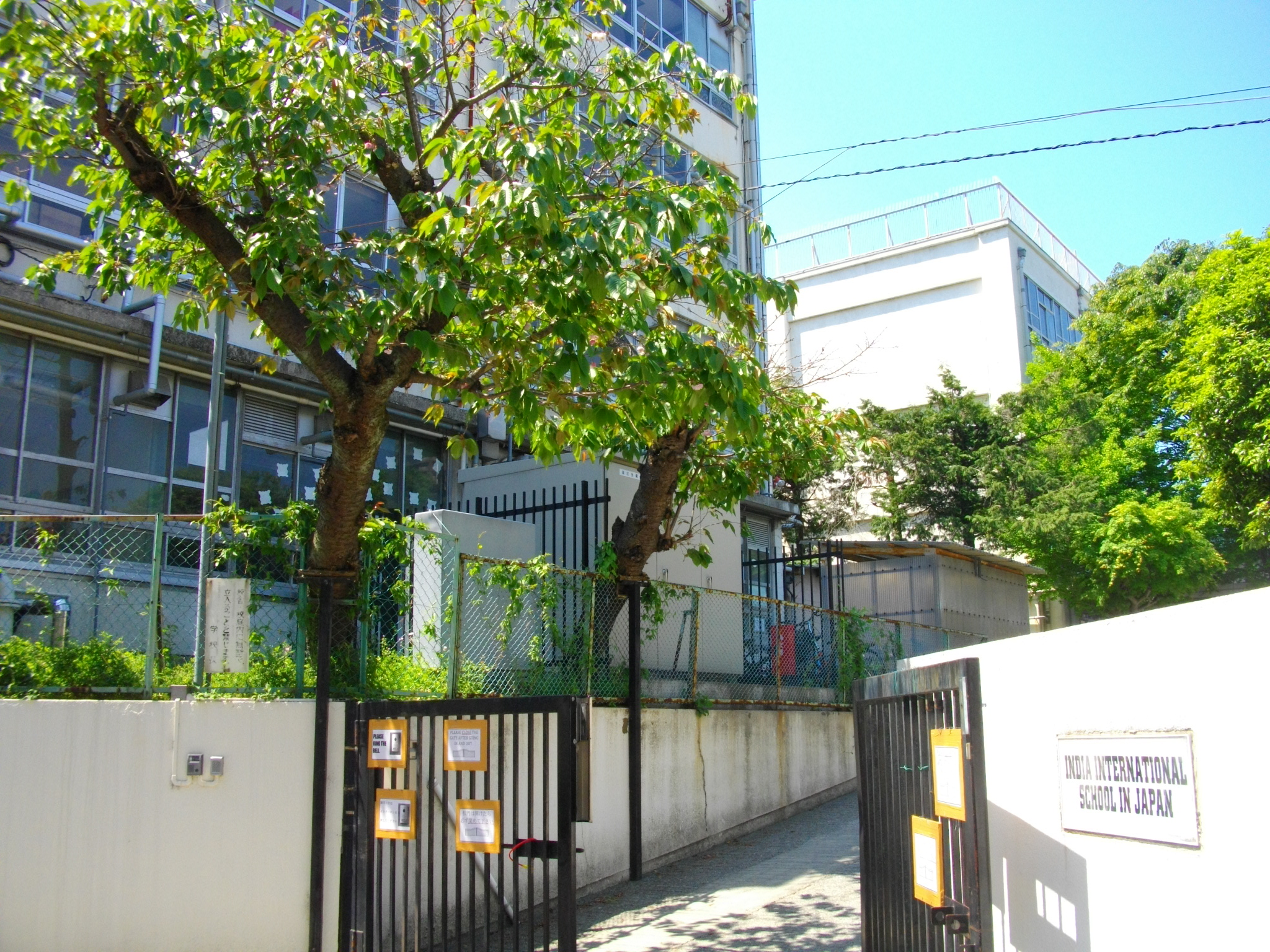
インディア・インターナショナル・スクール・イン・ジャパン (江東区)

日本国内に在日インド人向けの学校が数校あり、一部では日本人も受け入れている。
- インディア・インターナショナル・スクール・イン・ジャパン：東京都江東区
- グローバル・インディアン・インターナショナル・スクール：江戸川区
- インディア・インターナショナルスクール・イン・ジャパン横浜校

## 在日インド人・インド系日本人一覧
- A.M.ナイル：インド独立運動家。日本初のインド料理専門店ナイルレストランを経営した実業家。故人。
- G. M. ナイル：A.M.ナイルの次男で、ナイルレストランを経営した実業家。テレビタレント。
- アナスタシア・マルフォートラ：プロテニス選手。父がインド系イギリス人。
- 佐々井秀嶺（アーリア・ナーガルジュン）：日系人僧侶で、インド仏教復興運動指導者の一人。1988年、インド国籍を取得。
- 和泉新：サッカー選手。父がインド人。
- 岡本結子リサ：東京出身の気象キャスター。
- 兼高かおる：神戸出身。父がインド人。
- Pico Iyer：奈良県在住の小説家・随筆家。
- ダース・ローマシュ匡：プロ野球選手。父がインド人
- グローバー義和：ミュージシャン。父がインド人。
- チャダ：インド出身の演歌歌手・実業家
- サニー・フランシス：インド出身のタレント・実業家
- プラシャント・パルデシ：国立国語研究所言語対照研究系教授
- 真理アンヌ：役者・タレント。父がインド人。
- プラニク・ヨゲンドラ（よぎ）：江戸川区区議、2019年の江戸川区議会選挙で初当選[11][12][13]。
- ラース・ビハーリー・ボース：中村屋のボースとして知られるインド独立運動家。故人。
- RENA：神戸出身のモデル。父がインド人。